# Richard Proenneke
Richard Louis "Dick" Proenneke (4 de mayo de 1916 - 28 de abril de 2003) fue un naturalista estadounidense que vivió en soledad en las altas montañas de Alaska, en un lugar denominado Twin Lakes. Viviendo en una cabaña construida por él mismo, Proenneke realizó valiosas mediciones y grabaciones relacionadas con la meteorología y otros fenómenos naturales.

## Vida
Sus padres se casaron en 1909, o principios de 1910, y tuvieron seis hijos. El año de nacimiento de Richard se sitúa a menudo en 1917, pero según datos del censo y de la seguridad social, lo cierto es que nació en Iowa en 1916.
Proenneke sirvió como carpintero en el ejército durante la Segunda Guerra Mundial. Fue en esta época cuando contrajo fiebre reumática, lo que le obligó a permanecer postrado en cama durante seis meses. Según Sam Keith, amigo suyo, esta enfermedad influyó mucho a Proenneke, que decidió dedicar el resto de su vida a fortalecer y mantener sano su cuerpo.
Después de dejar el ejército, Proenneke estudió para convertirse en mecánico de motores diésel. La combinación de su inteligencia, su adaptabilidad y su fuerte ética respecto al trabajo, lo convirtió en un mecánico experto. Aunque bastante hábil en su oficio, Proenneke sucumbió a la llamada de la naturaleza y se marchó a Oregón para trabajar en un rancho de ovejas. Finalmente, se mudó a la isla de Shuyak, en Alaska, en 1950.
Durante algunos años trabajó como operador de maquinaria pesada y reparador en la base naval de Kodiak. Proenneke pasó los siguientes años trabajando a lo largo del estado de Alaska como pescador de salmón y mecánico. Sus habilidades como mecánico eran bien conocidas e intensamente requeridas, lo que le permitió amasar una pequeña cantidad de ahorros con los que retirarse. Proenneke se instaló entonces en Twin Lakes.

## Retiro
El 21 de mayo de 1968, Proenneke llegó a su nuevo lugar de retiro en Twin Lakes. Antes de llegar a los lagos, hizo los arreglos pertinentes para usar una cabaña en el lago superior de Twin Lakes, propiedad de un capitán de la marina retirado, Spike Carrithers, y de su esposa, que dejaron esta propiedad al cuidado de Proenneke. Esta cabaña estaba bien situada en el lago, cercana al sitio donde Proenneke decidió construir la suya propia. Su amigo Babe Alsworth, piloto de avioneta, regresaba ocasionalmente para traerle comida y determinados encargos de Proenneke.
Proenneke se mantuvo en Twin Lakes durante los siguientes 16 meses, momento en el que decidió regresar a casa por un tiempo con el objeto de visitar a sus familiares y asegurar más suministros. Regresó a los lagos en la primavera siguiente y permaneció allí durante los siguientes 30 años, abandonando el lugar ocasionalmente para visitar a la familia.

## Muerte y legado
En 1999, a la edad de 82 años, Proenneke regresa a la civilización y vive los siguientes años hasta su muerte con su hermano en California. Muere de un ataque en 2003 con 86 años. Donó su cabaña al servicio de parques y permanece como un lugar de visita en la remota región de Twin Lakes.
En 1973, Sam Keith publica el libro One Man's Wilderness: An Alaskan Odyssey, escrito a partir de los diarios y fotografías de Proenneke. En 2005, algunas de las películas realizadas por Proenneke comienzan a emitirse en televisión. Principalmente consisten en escenas en las que aparece Proenneke llevando a cabo tareas alrededor de la cabaña, utilizando la canoa o caminando, y escenas de la vida salvaje, junto a la narración del propio Proenneke. Para grabarse a sí mismo, fijaba la cámara en un sitio, y entonces realizaba las tareas. Esto hacía necesario regresar a la ubicación de la cámara después de caminar o usar la canoa en la distancia. 
También en 2005, el servicio de parques naturales y la Alaska Natural History Association publicaron More Readings For One Man's Wilderness, otro volumen de los diarios de Proenneke. Este libro cubre los años en los que el parque natural fue establecido. Proenneke tuvo también una estrecha relación con el servicio de parques naturales, ayudándoles con grabaciones en vídeo de zonas sensibles y la notificación de la presencia de cazadores furtivos.